# De dwarsligger (roman)
De dwarsligger (2016) is een historische roman van Yves Saerens. Het verhaal is geïnspireerd op de Dwarsligger die in 1989 in het hart van de Onze-Lieve-Vrouwekathedraal te Antwerpen was opgegraven.

## Voorgeschiedenis
Toen Saerens De ontdekking van de hemel (1992) van Harry Mulisch las bedacht hij zich dat hij ook een verhaal moet kunnen vertellen. Hij was ook altijd geïnteresseerd geweest in de geschiedenis. Het is "een vak waar je lessen uit kan trekken, je herkent patronen die in de loop van de eeuwen terugkeren." Dat fenomeen was een inspiratie dat hij later ook als leidend motief in zijn roman zou gebruiken.
Het was de aanzet naar zijn debuutroman, waarvan de wortels teruggaan naar 1989 toen de feitelijke dwarsligger werd opgegraven in de Onze-Lieve-Vrouwekathedraal van Antwerpen. Het ging om een man van rond de 30 jaar die aan het eind van de 17e eeuw geleefd zou hebben. Wie hij precies was en waarom zijn graf dwars lag ten opzichte van de andere graven in het kathedraal is een mysterie.
"Toen ik dit verhaal hoorde, kon ik bijna niet geloven dat de identiteit van de man nooit is opgehelderd, ondanks het feit dat hij in een loden sarcofaag ligt en de bijzondere grafligging."   Op zijn zestiende besloot hij op basis hiervan zijn leven te wijden aan het schrijven van een alles-overstijgend verhaal en over hoe de geschiedenis zich herhaalt. Het moest een historische roman worden waarin de maatschappij in de 21e eeuw vergeleken werd met de 17e eeuw en waarin de Antwerpse kathedraal een rol zou spelen. Saerens volgde hiertoe de opleiding criminologie omdat hij overtuigd was dat die studie hem een kritisch beeld van de huidige maatschappij zou geven. Hij meende zo met een juiste onderzoeksinstelling de historische periode die centraal staat in het verhaal zelfstandig uit te kunnen spitten.
Zestien jaar lang schreef hij aan zijn debuutroman De dwarsligger, alvorens zijn zogenaamde levenswerk in 2016 het licht zag. Saerens, toen tweeëndertig jaar oud, had exact de helft van zijn leven aan het schrijven van dit boek gespendeerd.

## Inhoud roman
Er zijn twee verhaallijnen in deze roman: het verhaal van de dwarsligger uit de 17e eeuw en dat van de gids uit de 21e eeuw die al zijn hele leven door ‘de dwarsligger’ gefascineerd is.
Jan (de dwarsligger) is chirurgijn in het Knechtjeshuis van Antwerpen, waar hij ook opgegroeid is. Wanneer de pest eind 17de eeuw voor de laatste keer in Vlaanderen rondwaart, komt zijn verstandhouding met zowel de magistraat en de kerk in de stad flink onder druk.
Als Jan een onwettige aderlating bij zijn pleegvader uitvoert, beland hij in Het Steen, alwaar hij zijn definitieve veroordeling afwacht.
In het jaar 2006 leidt Ivan als gids buitenlandse toeristen rond in de kathedraal. Buiten de kerkmuren manifesteert hij zich als rokkenjager, van binnen worstelt hij met zijn afkomst en de vraag waarom hij zijn ouders nooit heeft gekend.
Drie eeuwen staan er tussen deze twee mannen, die zich allebei uniek en uitverkoren wanen. Er zijn opvallende gelijkenissen tussen hun levens alsook tussen hun problemen die ze het hoofd moeten bieden. De dwarsligger is een verhaal over liefde, geloof, verbeelding en wilskracht, en over hoe de geschiedenis zich herhaalt.

## Fictie vs historische feiten
Terwijl de verhaallijnen fictie zijn, is de context gebaseerd op historische feiten. Enkele historische feiten van de 17e eeuw die in de roman voorkomen zijn;
- De zondvloed, "een zwaere watervloed" van 1682;[10]
- De pest in Antwerpen;[10][11]
- De overlijdensdata van Jacob Jordaens en zijn oudste dochter;[12]
- Het overlijdensdatum van bisschop Van den Eede.

En van de gebeurtenissen in de 20-21e eeuw is werkelijk voorgekomen;
- De bankencrisis;
- De politieke situatie in Hoboken anno 2006, toen een linkse minderheidscoalitie aan de macht was, terwijl extreemrechts er als grote winnaar uit de bus kwam;[13][14]
- De redding van kunstwerken uit de Sint-Pauluskerk in 1968, door hoeren in samenwerking met buurtbewoners.[15]

Voorts zijn diverse locaties die in het boek voorkomen nog in Antwerpen te bezichtigen. Het betreffen met name het Knechtjeshuis aan de Paardenmarkt - waar anno 2016 het Stedelijk Instituut voor Hogere Technische Studies is gevestigd, de Pelgrimswoning de Groenplaats, het Bisschoppelijk Paleis, Het Steen, de Vlaaikensgang, de Burcht, Het Paradijs, dat het geboortehuis was van Jacob Jordaens, en andere voor de roman belangrijke poorterswoningen. Ook wordt in het boek de Bakkerstoren genoemd, maar die bestaat niet meer.

## Recensies
De roman heeft lovende kritieken ontvangen en is geprezen als "een meesterlijk verhaal".
In Het Nieuwsblad wordt geschreven dat De dwarsligger een verademing is omdat er maar weinig historische romans over Vlaanderen zijn ondanks de rijke historie van de streek. De roman zou opvallend goed gedocumenteerd zijn, waarbij politieke ontwikkelingen kort voor de uitgave van het boek ook meegenomen zijn in het verhaal. Saerens zou erin geslaagd zijn ongeforceerd parallellen te trekken tussen de 17e en begin van de 21e eeuw. De roman krijgt in dat artikel drie van de vijf sterren: "Als eerste literaire worp is dit een meer dan nobele poging."
In het voorjaar van 2021, dat is een kleine vijf jaar na de eerste uitgave van De dwarsligger, zijn de recensies die online te vinden schaars, doch overwegend positief. Volgens Boekenkast heeft Saerens een opmerkelijk boek geschreven. Het zou een vlot geschreven verhaal over geloof, verbeelding en liefde zijn.

## Varia
De roman terzijde, de vraag is of het mysterie van het echte verhaal achter de archeologische dwarsligger ooit wordt ontsluierd. Het graf is sinds de zomer van 2020 te bezichtigen in de Onze-Lieve-Vrouwekathedraal te Antwerpen: de onbekende Antwerpenaar was "contrair tot in de kist!"
Hoewel het toepasselijk had geweest indien het boek een dwarsligger-formaat had - enkele bronnen leken dat te suggereren - is dit niet het geval.